# Nor Kharberd
Nor Kharberd o Nor Kharbert (en armenio: Նոր Խարբերդ) es una comunidad rural de Armenia ubicada en la provincia de Ararat.
En 2008 tenía 6059 habitantes.
La localidad fue fundada en 1929 por armenios exiliados de la Armenia Occidental que habían sobrevivido al genocidio armenio. Su lugar de procedencia era la zona de la actual Elazığ, llamada en armenio "Kharberd" o "Kharpert", de donde deriva el topónimo del actual pueblo.
Se ubica en la periferia meridional de Ereván, al este de la salida de la capital nacional por la carretera H8.